# Castillo de Callenberg
El castillo de Callenberg (en alemán: Schloss Callenberg) se levanta sobre una colina rodeada de bosques en el distrito de Beiersdorf de la ciudad de Coburgo, a seis kilómetros del centro de la ciudad. Era un pabellón de caza y residencia de verano y ha sido desde largo tiempo la residencia principal de la Casa de Sajonia-Coburgo y Gotha.
Debido a su arquitectura histórica y neogótica, es un monumento catalogado. Desde 1998 alberga la colección de arte ducal y desde 2004 también alberga el Museo Alemán del Rifle (Deutsches Schützenmuseum).